# Promachus mesacanthus
Promachus mesacanthus là một loài ruồi trong họ Asilidae. Promachus mesacanthus được Hobby miêu tả năm 1936.